# Buzura pamphona
Buzura pamphona là một loài bướm đêm trong họ Geometridae.